# Pomnik Stanisława Kutrzeby w Krakowie
Pomnik Stanisława Kutrzeby – pomnik upamiętniający Stanisława Kutrzebę, znajdujący się w Krakowie, w dzielnicy I Stare Miasto na dziedzińcu budynku Polskiej Akademii Umiejętności, przy ul. Sławkowskiej 17, na Starym Mieście.
Popiersie Stanisława Kutrzeby, jest dziełem zaprojektowanym przez Mariana Koniecznego, wykonanym z brązu.
Pomnik został uroczyście osłonięty w 1988 roku.